# Combustione umana spontanea
La combustione umana spontanea (noto anche come SHC dall'inglese Spontaneous Human Combustion) è un presunto fenomeno naturale pseudoscientifico per cui, in determinate circostanze, un corpo umano potrebbe prendere fuoco e bruciare senza fonti esterne di innesco. L'argomento è oggetto di numerose teorie e studi, ma non sono stati raggiunti risultati condivisi in merito all'esistenza di una reazione chimica all'interno del corpo che possa produrre tali risultati.

## Storia
Una serie di decessi negli ultimi tre secoli sono stati attribuiti proprio alla combustione spontanea. Uno dei primi casi documentati fu Nicole Millet nel 1725. La donna aveva problemi di alcolismo e nell'occasione il marito venne accusato del suo omicidio. Altro caso è relativo alla contessa Cornelia Bandi di Cesena che nel 1731 all'età di sessantadue anni fu ritrovata nella sua stanza ridotta quasi completamente in cenere. Numerosi possibili casi del fenomeno vennero raccolti dal ricercatore del paranormale Charles Fort, nei suoi libri Lo! e Wild Talents. Più recentemente altri casi sono stati classificati non ufficialmente come combustione spontanea: Phyllis Newcombe, Mary Reeser, il dottor Irving Bentley a Coudersport in Pennsylvania e Henry Thomas, nel 1980 a Gwent nel Galles.
Le caratteristiche che solitamente vengono attribuite al fenomeno sono quelle di produrre una temperatura molto alta limitatamente a una zona circoscritta. Il corpo della vittima viene rinvenuto quasi completamente incenerito, tuttavia gli ambienti non risulterebbero particolarmente danneggiati dalle fiamme nonostante il fatto che per bruciare un corpo siano necessarie temperature intorno ai 1.000 gradi come quelle dei moderni forni crematori.

## Possibili spiegazioni
Alcuni hanno giustificato tali fenomeni con una sorta di effetto stoppino o effetto candela inverso. Solitamente infatti le vittime sono obese e sono presenti fonti di calore esterne (pipe, sigarette, camini, stufe o simili). Quando i vestiti iniziano a bruciare, il grasso presente nel corpo del soggetto inizierebbe a liquefarsi alimentando la fiamma. Alcuni ipotizzano che il metano prodotto a livello intestinale da parte di batteri metanogeni e legato alla digestione del cibo possa essere rilasciato attraverso pori della pelle.
Una volta nell'aria il metano può prendere fuoco a causa di una scintilla o di una qualsiasi fonte in grado di innescare una fiamma. Un'altra spiegazione popolare sostiene che il corpo di soggetti dediti agli alcolici possa essere talmente intriso di alcol da poter prendere fuoco. Questa spiegazione non sembra avere fondamento scientifico in quanto il corpo umano è composto in gran parte da acqua ed inoltre l'alcol ucciderebbe la persona prima di raggiungere concentrazioni necessarie per bruciare. Più verosimile è l'ipotesi per cui l'alcolismo, o una dieta ricca di grassi e povera di carboidrati, induca nel soggetto uno stato di chetosi con produzione di acetone, volatile ed altamente infiammabile a contatto con l'aria, per cui potrebbe portare all'innesco della combustione.

## Il fenomeno nelle opere di fantasia

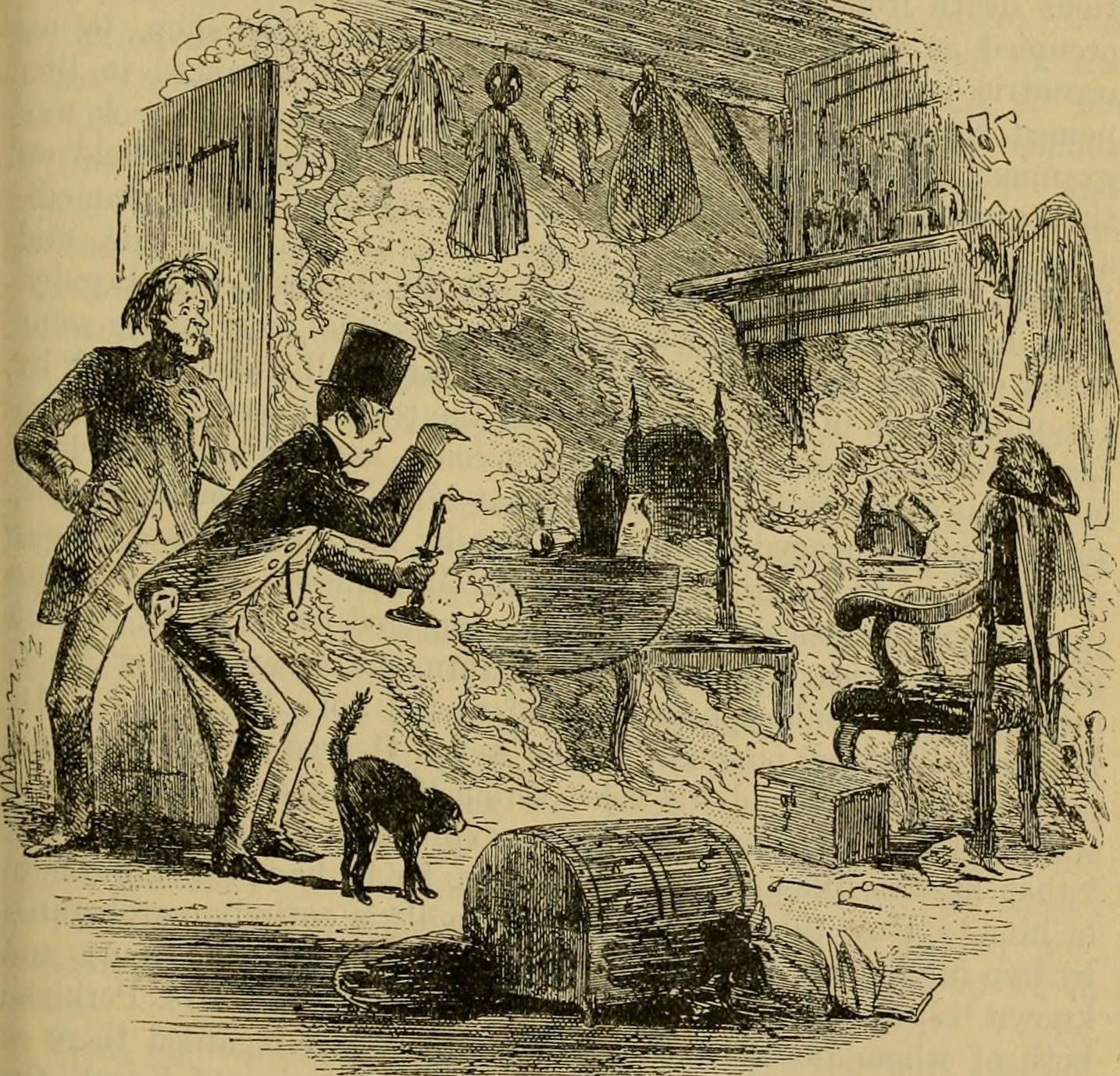
In Casa desolata di Charles Dickens Krook muore per autocombustione (illustrazione di Hablot Knight Browne)

La combustione umana spontanea in quanto fenomeno misterioso e affascinante ritrova diverse citazioni all'interno di opere letterarie e di fantasia.

### Narrativa
Charles Dickens nel suo nono romanzo Casa desolata (Bleak House, 1852) si ispirò proprio alle vicende della contessa di Cesena Cornelia Zangheri Bandi. Jules Verne nel suo Un capitano di quindici anni (Un capitaine de quinze ans, 1878) riprese lo stesso argomento.
Fanno riferimento all'argomento vari altri scrittori, tra cui Frederick Marryat nel suo romanzo Jacob Faithful (1834), Siobhan Dowd nel suo libro Il mistero del London Eye, precisamente nella teoria 5 di Ted, Nikolaj Vasil'evič Gogol' nel romanzo Le anime morte del 1842, Herman Melville in Redburn: il suo primo viaggio (1849), Émile Zola nel romanzo Il dottor Pasquale del 1893, Lo scrittore di fantascienza Bob Shaw dedica al fenomeno il romanzo Autocombustione umana (Fire Pattern, 1984). Ne tratta anche Carlos Castaneda (1935-1998), ne Il fuoco dal profondo: alla fine del romanzo Juan Matus, maestro di Carlos, aggira la morte comune bruciando col fuoco interno insieme ad altri dodici compagni. Anche la saga di Fallen, nata nel 2008, tratta della maledizione dei protagonisti, la mortale Luce e Daniel, un angelo caduto. Nella saga si racconta che ad ogni incontro e bacio con Daniel, Luce, a causa di una maledizione molto remota, prende fuoco e finisce per reincarnarsi e rincontrarsi con Daniel ogni 17 anni. Anche questa saga tratta del misterioso tema dell'autocombustione umana spontanea.

### Fumetti
Uno degli esempi più famosi è la Torcia Umana nei fumetti dei Fantastici Quattro, un supereroe che è in grado di incendiare il proprio corpo pur rimanendo illeso. Nel numero 75 della serie a fumetti Magico Vento, scritto da Tito Faraci e illustrato da Pasquale Frisenda, viene presentata una motivazione esoterica-vendicativa del fenomeno. In Psychic Detective Yakumo, romanzo di Manabu Kaminaga e omonimo manga illustrato da Suzuka Oda, si investiga su un presunto caso di combustione umana spontanea nel capitolo "Sentimenti da proteggere".
Nell'act. 15 di Pretty Guardian Sailor Moon l'autrice Naoko Takeuchi tratta il tema dell'autocombustione, ma in realtà i corpi prendono fuoco a causa della più giovane delle sorelle Ayakashi: Koan.
Nel numero 204 di Mister No la strana morte di un frate "posseduto" viene giustificata dai presenti come autocombustione umana.
Nel numero 47 di Martin Mystère il detective dell'impossibile si trova davanti un caso di autocombustione.
Il mangaka giapponese Atsushi Ōkubo ha iniziato nel settembre 2015 una nuova serie a fumetti, intitolata Fire Force, in cui la combustione umana spontanea si è trasformata nella peggiore piaga per la razza umana, che deve affidarsi a gruppi di pompieri dai poteri speciali per combatterne la diffusione.

### Cinema e televisione
In tempi recenti gli esempi diventano innumerevoli, tra cui si segnalano gli episodi dedicati all'argomento del telefilm sul paranormale X-Files e della serie satirica South Park con la seconda puntata della terza stagione. Questo fenomeno viene citato anche in La Strega, terzo episodio della prima stagione della serie televisiva Buffy l'ammazzavampiri.
Questo fenomeno è stato usato per uno sketch de I Griffin, in cui Peter Griffin prende fuoco spontaneamente durante una conversazione tra fittizi intellettuali aristocratici. Lo stesso fenomeno viene citato anche nell'ottavo episodio della seconda stagione della serie di telefilm NCIS in cui viene rinvenuto il cadavere carbonizzato di un ufficiale di Marina, ma la spiegazione del caso risulta poi essere altra e nel diciannovesimo episodio della prima stagione della serie televisiva Fringe, in cui una donna prende spontaneamente fuoco.
Nel dodicesimo episodio della prima stagione di X-Files, alcune morti sembrano causate da combustione spontanea.
Nel decimo episodio della sesta stagione di Riverdale, una serie TV, un uomo viene trovato quasi completamente carbonizzato a eccezione dei piedi, ispirandosi proprio a questo fenomeno.
Nel diciassettesimo episodio della prima stagione della serie TV Smallville, Tony Randall è un ragazzo che è capace di incenerire i corpi delle altre persone con un solo tocco; i risultati dei suoi potere vengono all'inizio scambiati da Chloe Sullivan per fenomeni naturali di autocombustione.
Nel dodicesimo episodio della seconda stagione della serie TV Dexter, l'omonimo protagonista ancora ignaro dell'omicidio del sergente James Doakes, cita tra le possibili cause della sua morte l'autocombustione.
Nel quindicesimo episodio della quinta stagione di The Mentalist viene rinvenuto un corpo carbonizzato apparentemente per un caso di autocombustione spontanea, salvo poi scoprire che si trattava di omicidio.
Nella serie animata South Park viene ironizzato il fenomeno della combustione spontanea nel secondo episodio della terza stagione La teoria del peto spontaneo.
Il fenomeno è infine citato dal piromane Vronsky durante una conversazione con Mie, nel terzo episodio della serie TV danese Tabula Rasa.
Nell'anime Black Butler, nel terzo episodio della seconda stagione, si parla di un caso di una ragazza morta in strane circostanze, e viene citata l'autocombustione umana.
Anche nell'anime Nanbaka uno dei prigionieri soffre di combustione spontanea e viene modificato geneticamente per poterla gestire e usare a suo piacere.
Nel corso dell'anime giallo Akemu M.D.: Doctor Detective la protagonista si ritrova ad indagare su una serie di presunti casi di combustione spontanea.